# Episodi de La famiglia della giungla (prima stagione)
Questa voce riassume la prima stagione della serie animata La famiglia della giungla, trasmessa dal 1º settembre 1998 al 1º aprile 1999 dall'emittente televisiva statunitense Nickelodeon.

## Episodi
1. Flood Warning (episodio pilota) (9/1/1998)
2. Dinner With Darwin  (9/3/1998)
3. Bad Company  (9/8/1998)
4. Gold Fever  (9/10/1998)
5. Matadi or Bust  (9/15/1998)
6. Temple of Eliza  (9/17/1998)
7. Vacant Lot  (9/22/1998)
8. Only Child  (10/1/1998)
9. Iron Curtain  (10/6/1998)
10. Valley Girls  (10/13/1998)
11. Naimina Enkiyio  (10/22/1998)
12. Blood Sisters  (10/27/1998)
13. Eliza-cology  (11/5/1998)
14. Flight of the Donnie  (11/17/1998)
15. Lost and Foundation  (3/16/1999)
16. Nigel Knows Best  (3/18/1999)
17. The Great Bangaboo  (3/23/1999)
18. Rumble in the Jungle  (3/25/1999)
19. The Dragon and the Professor  (3/30/1999)
20. Born to Be Wild  (4/1/1999)